# Тайсон Гей
Тайсон Гей (англ. Tyson Gay; нар. 9 серпня 1982) — американський легкоатлет, олімпієць. Основні легкоатлетичні види — біг на 100 і 200 метрів. Завдяки особистим рекордам Тайсон Гей є другим найшвидшим спринтером у світі в бігові на 100 метрів із результатом 9,69 с (рекорд США). Володар численних медалей на головних міжнародних змаганнях, серед яких — золоті медалі в бігові на 100 і 200 метрів та в естафеті 4 х 100 на чемпіонаті світу в Осаці 2007 року.

## Персональні рекорди
| Дистанція                 | Час   | Місце     | Дата            |
| ------------------------- | ----- | --------- | --------------- |
| 60 метрів (в приміщенні)  | 6.55  | Фейтевіл  | 11 лютого 2005  |
| 100 метрів                | 9.69  | Шанхай    | 20 вересня 2009 |
| 200 метрів                | 19.58 | Нью-Йорк  | 30 травня 2009  |
| 200 метрів (в приміщенні) | 20.58 | Фейтевіл  | 12 березня 2004 |
| 400 метрів                | 44.89 | Гейнсвілл | 17 квітня 2010  |
| 400 метрів (в приміщенні) | 47.08 | Фейтевіл  | 2 березня 2007  |

- За даними Міжнародної асоціації легкоатлетичних федерацій[1]

## Виступи на Олімпіадах
| Олімпіада   | Дисципліна              | Місце                     |
| ----------- | ----------------------- | ------------------------- |
| Пекін 2008  | біг на 100 метрів       | 5                         |
| Пекін 2008  | естафета 4 x 100 метрів | участь у кваліфікації     |
| Лондон 2012 | біг на 100 метрів       | (4) дискваліфікація       |
| Лондон 2012 | естафета 4 x 100 метрів | ( Срібло) дискваліфікація |

## Звинувачення у вживанні допінгу
12 липня 2013 року Антидопінгове агентство США (USADA) повідомило Гею про позитивний результат проби А допінг-тесту, взятої у нього 16 травня 2013 року. Фахівцям необхідно також перевірити пробу В. Проте Гей, не чекаючи повторного висновку, заявив про зняття з участі в Чемпіонаті Світу з легкої атлетики 2013. Тайсон Гей був дискваліфікований на один рік до 23 червня 2014 року. USADA анулювала всі його результати з 15 червня 2012 року, коли він вперше застосував допінг. Спортсмен був змушений повернути срібну медаль, отриману в естфеті 4×100 м на Лондонській Олімпіаді.